# Jean-Hervé Nicolas
Jean-Hervé Nicolas OP (Taufname: Hervé Marie Maurice Auguste; * 31. März 1910, Bizerta, Tunesien; † 26. Juli 2001, Toulouse, Frankreich) war ein Dominikaner-Pater und Professor der Dogmatik an der Universität Freiburg in Freiburg im Üechtland, Schweiz. Er war einer der bedeutendsten Vertreter der Neuscholastik in der zweiten Hälfte des 20. Jahrhunderts.

## Leben
1928 trat er dem Dominikaner-Orden bei und wurde 1935 zum Priester geweiht. Von der Dominikanerprovinz Toulouse wurde er zum Studium entsandt. Danach lehrte er mehr als 25 Jahre Dogmatische Theologie an der Universität Freiburg (1955/56–1979/80). Danach unterrichtete er noch für sieben Jahre im Trappisten-Kloster Sept-Fons.
Seine Werke wurden unter anderem ins Tschechische übersetzt.

## Werke
- Dieu connu comme inconnu. Desclée/De Brouwer, Paris 1966.
- Les profondeurs de la grâce. Beauchesne, Paris 1969.
- Contemplation et vie contemplative en christianisme. Éditions Universitaires Fribourg/Beauchesne, Fribourg/Paris 1980, ISBN 2-8271-0177-7, ISBN 2-7010-1001-2.
- Synthèse dogmatique. De la Trinité à la Trinité. Éditions Universitaires Fribourg/Beauchesne, Fribourg/Paris 1985, ISBN 2-8271-0293-5, ISBN 2-7010-1109-4.
- Synthèse dogmatique. Complément. De l´Univers à la Trinité. Éditions Universitaires Fribourg/Beauchesne, Fribourg/Paris 1993, ISBN 2-8271-0640-X, ISBN 2-7010-1279-1.